# Disney Channel (Latinoamérica)
Disney Channel es un canal de televisión por suscripción latinoamericano de origen estadounidense de programación infantil. Se lanzó el 27 de julio de 2000 como una señal prémium; sin embargo, debido a la estrategia de expandir el canal, empezó a ser distribuido como un canal del paquete básico cuatro años después. La emisión de sus contenidos mayormente son series bajo el sello de Disney Channel Original Series y otras series animadas producidas por Disney Television Animation; Otras se tratan de producciones locales, y también hay programas adquiridos.
Se comercializa principalmente a niños; sin embargo, en los últimos años la diversidad de espectadores se ha expandido para incluir una audiencia mayor. Es propiedad de The Walt Disney Company Latin America y es operado por Disney Media Networks Latin America.

## Historia
Repasando a los antecedentes, en enero de 1999, la compañía Walt Disney había presentado sus shows para Latinoamérica a través de un segmento llamado "Club de Disney", transmitido en México por la cadena abierta de Azteca 7. Las primeras series en emitirse fueron Recreo, Pepper Ann, Doug, La Tropa Goofy, Chip y Dale al Rescate, y algunas series basadas en películas como Las Aventuras de Timón y Pumba y 101 Dálmatas.
Después de pasar un tiempo siendo sólo un segmento, iniciando el año 2000, la compañía internacional se presentó en una prensa con los ejecutivos de "Galaxy Latin America", firmando un acuerdo de exclusividad para la transmisión de su señal latinoamericana a través del servicio vía satélite DirecTV, que daría inicio oficialmente el 27 de julio. En esa fecha, se inauguró la cadena televisiva con la transmisión de la película taquillera El Rey León. Este canal a medida se iba incorporando a otras cableoperadoras de México y Argentina, tales como "Cablevisión" y "Supercanal", que igual ofrecían su contenido sólo en paquetes prémium.
El segmento quien dio la bienvenida al canal de Disney, fue el más grande castillo mágico titulado "El Maravilloso Mundo de Disney", en donde se reúnen todos los personajes de la compañía, y muestran los largometrajes más icónicos de la historia. El lanzamiento del canal también llevó consigo el programa Zapping Zone, el cual es un show original de presentadores y juegos en vivo que incluía dos versiones adaptadas para las señales Norte y Sur. También se presenta el programa "Disney Planet", un show Magazine en vivo donde revelan las novedades del mundo de Disney.
La programación consistía en un patrón de tres bloques que se apropian de distintas clasificaciones, es decir, estaban dirigidos a niños de ciertas etapas: Por las mañanas se emitía series para niños preescolares; por el mediodía, le tocaban las series para los más chicos, con la unión de Zapping Zone; y por las noches se emitían largometrajes para toda la familia. El paquete gráfico usado durante los tres primeros años del canal fueron aquellos producidos por la empresa francesa Gédéon para las señales en Europa.
Las series que comenzaron a emitirse fueron la mayor parte que se exhibieron antes por Azteca 7, pero se sumaron programas preescolares y de ciencia ficción, tales como Rolie Polie Olie, Bear en la Gran Casa Azul, ¡Que Raro!, y otros programas casuales. En el 2001, Disney ha tomado la decisión de ingresarse al mercado de las coproducciones de programas locales, así como novelas de la región latinoamericana. Como tal, el vicepresidente del canal anunció el estreno de Art Attack, una producción mexicana para Latinoamérica, la cual enseña a realizar dibujos y manualidades artísticas. Uno de los primeros programas producidos para Latinoamérica fue "Mucho Más Popstars" (Bandana y Mambru) derivado del reality show de Telefe. También se presentó en enero de 2002, un programa original producido en Argentina, titulado "Disney Fans", el cual su propósito era dar a conocer al público los artistas favoritos del momento. Mientras tanto, el programa de Zapping Zone rápidamente tomó una mejor identidad cuando emitió sus primeros programas exitosos, como lo son Lizzie McGuire y Mano a Mano.
El 6 de mayo de 2002, el canal se propuso lanzar un conocido bloque de programación Playhouse Disney. En él, se pudo apreciar programas dedicados a los niños de 2 a 5 años, con el propósito de ofrecer aprendizaje e interactuar con el público infantil. Debido a que estaba recibiendo mucha atención por su contenido que entretenía, fue entonces que en junio de 2008, el bloque de programación matutino se convierte en un canal de paga independiente. Por lo tanto, el bloque que solía emitirse por 4 horas, estuvo reducida a 2 horas.
En noviembre de 2003, el canal comenzó a ser operado para los paquetes básicos, comenzando con "Cablevisión" de México, que fue el primero en ofrecer esa señal. Conforme pasaban los meses, entre el 2003 y 2004, el canal consiguió estar disponible como cable básico en todas las cableoperadoras. Después de esta transición, se han unido las ventas publicitarias, donde ya aparecerían anuncios de cualquier producto y más cosas durante los cortes comerciales.
En 2004, Anne Sweeney, la veterana encargada como presidenta de "Disney-ABC Cable Network" en su momento, decide hacer un rediseño total del canal, tanto en Estados Unidos como en sus versiones internacionales. En Estados Unidos, el diseño del canal cambia del antiguo Zoog Disney y cambia a un diseño más representativo para la audiencia joven y todas las familias.
El modelo de programas para preescolares y público juvenil se fue volviendo más exitoso, además de que fue perfeccionando sus fórmulas y contenidos. En el año entero de 2006 y 2007, el canal consiguió ser el más vistos de Latinoamérica, con una audiencia impactante que estaba pegado a los shows más enriquecedores, además del éxito de la película High School Musical que generó un récord histórico tanto en el canal, como en los mercados. Cabe destacar también a la exitosa sitcom de comedia musical y del estrellato, Hannah Montana, que ha llegado ser uno de los programas más influyentes en la historia del canal. Durante este transcurso, se estrenaron varios shows como Kim Possible, La Familia Proud, Es Tan Raven, Zack y Cody: Gemelos en Acción, Jake Long: El Dragón Occidental, La casa de Mickey Mouse, además de la incorporación a su programación de shows en formato de telenovela como Chiquititas, Floricienta, Patito Feo y Consentidos, entre muchos otros, los cuales han llegado a ser uno de los elementos más importantes y de mayor audiencia en la historia del canal.
Continuando con el constante desempeño de Disney estando en el primer puesto, las siguientes entregas más importantes fueron Phineas y Ferb (estrenada dentro del programa de Zapping Zone), y la película del grupo musical de Jonas Brothers, Camp Rock. Además, el grupo obtuvo su propio programa llamado solamente "Jonas", aunque sería cancelado tiempo después. Entre otros vistazos, Disney estrenó la segunda temporada de Hannah Montana, y desde diciembre se han mostrado por los cortes comerciales, unos cortometrajes animados basado en la popular franquicia de Cars, el cual narra unas simpáticas aventuras del personaje Mate. Todo esto resultó ser punto clave de Disney Channel para haber liderado el ranking general por tercer y cuarto año consecutivo.
Entraríamos a la década de 2010, donde ocurrirían unos cambios y nuevos planes del canal para ser realizados, y se vendrían los episodios finales de los programas emblemáticos como Zack y Cody: Gemelos a Bordo, Hannah Montana y Los Hechiceros de Waverly Place. A partir del 30 de agosto de 2010, Disney realiza retoques a su logotipo y tuvo un relanzamiento de gráfica, habiéndose implementado a nivel internacional. Pasando el tiempo, el 14 de mayo de 2012 llegó la popular telenovela juvenil de Violetta, la cual es una coproducción original de Latinoamérica, y los episodios consisten en una fuerte pasión por la música y la amistad. Cinco días después del estreno de la telenovela, el canal trajo otra producción original, The U-Mix Show, la cual trataba de una descripción semanal de los capítulos pasados donde hacían resúmenes y análisis (principalmente de Violetta), y además invitaban a miembros del reparto.
El año del 2012 sería la última vez que permanece el famoso programa en vivo de Zapping Zone, ya que se despide de la televisión después de 12 años al aire, transmitiendo su último show el 26 de octubre. Entre otros estrenos, ha habido varios shows especializados en la música, y demás comedias de entretenimiento como ¡Buena suerte, Charlie!, A Todo Ritmo, Jessie, Austin & Ally y Gravity Falls, por mencionar algunos. 
Pasando al 2014, el canal continuó progresando con una audiencia fiel. Desde el mes de mayo, Disney produjo unos cortos animados de Phineas y Ferb, donde forman su propio show para entrevistar a los jugadores de Fútbol, por motivo de la Copa Mundial del 2014. El 28 de julio, la marca del canal se impulsa con un paquete de gráficas más vibrantes titulado como Glass, y se cambió el logotipo que ahora sólo se vería el nombre del canal, pero con el detalle que la letra "I" de Disney, tendría las orejas de Mickey Mouse. Fue presentada en los Estados Unidos a fines de mayo.
El 21 de junio de 2015, el canal concluye la serie de Phineas y Ferb después de años de emisiones, las cuales incluyó una película y dos crossovers por ese período. Dos meses después, se estrena Descendientes, una de las producciones cinematográficas más vistas por los televidentes alcanzando la cifra de cinco millones. Por otra parte, las series que han sido estrenadas, son Stan, el Perro Bloguero, Campamento Lakebottom, Liv y Maddie, El Mundo de Riley, y otra producción local titulada Pijama Party.
El 14 de marzo de 2016, aparece por primera vez la telenovela juvenil de Soy Luna, producción que por su historia llamativa y su discografía, captó la atención del público, principalmente de la audiencia femenina. Pasando dos meses, el 16 de mayo, se estrena una serie animada llena de acción, Miraculous: las aventuras de Ladybug, que es coproducido por tres empresas, y fue adquirida por Disney para su emisión. Además que el día 28 del mismo mes, se emitió el último episodio de Gravity Falls, que serían las partes completas de "Raromagedón".
Durante estos dos años, salieron a la luz más programas como Acampados, Atrapada en el Medio, Bizaardvark, Elena de Avalor y La Ley de Milo Murphy. También se ha integrado Star vs Las Fuerzas del Mal, que también era emitido en Disney XD. El 9 de junio de 2017, el canal renueva su identidad gráfica, con un diseño muy característico de las comunidades unidas por las redes sociales. Y el noviembre del mismo año, las travesuras de Raven Baxter regresan con un Spin-Off titulado "La Casa de Raven", en donde se aprecia la vida actual de la protagonista y lo que ha ocurrido durante mucho tiempo.
El 24 de junio de 2019, se estrena una nueva telenovela original del canal, "Bia", donde los jóvenes creadores de contenido comparten su talento y pasión por el Internet. Un mes después, el 29 de julio, el canal renueva la gráfica sus cortinillas, similares a la señal estadounidense, pero las promociones aún se mantenían con el estilo anterior. Entre otra variedad de programas estrenados, fueron Coop y Cami, Sydney como Max, Amphibia y Los Vecinos Green.
El 30 de octubre de 2020, después de pasar exactamente quince meses de las nuevas cortinillas, el canal cambió su gráfica y tipografía en su totalidad con el paquete gráfico Geometric Shapes diseñado por Flopicco, desprendiéndose así de la señal estadounidense, el cual su diseño lucía más minimalista (con cierto parecido a la última gráfica de Disney XD), llamativo y contaría con un nuevo locutor. El logo en pantalla redujo aún más su tamaño y tuvo una variante con fondo negro.
A raíz del cierre de la versión brasileña del canal, Disney anunció que no cerrará la versión latinoamericana explicando que la decisión de cerrar el canal es exclusiva de Brasil, debido a que en Latinoamérica el canal está entre los más populares de TV paga (por ejemplo, en México es el líder en audiencia), eso sumado al hecho de que en el mercado latinoamericano la televisión paga cuenta con más consumo que en el brasileño, siguiendo el ejemplo de la señal portuguesa que seguirá operando a pesar del cierre de la señal española.
El 6 de agosto de 2025, el canal renovó su logotipo, tipografía e identidad gráfica con el nuevo paquete gráfico Reflections diseñado por MAKinÉ Studios y Claus Studios, seis meses después que la versión estadounidense. La nueva marca gráfica opta por un diseño moderno y minimalista similar al paquete gráfico Signature Strokes utilizado en Disney Channel EMEA, con una paleta de colores degradados de azul y rosa/morado. Además, el logo en pantalla volvió a ser de gran tamaño y el nuevo logotipo elimina las orejas de Mickey Mouse de la letra "I".

### Distribución de señales
El día en que el canal inició sus operaciones en Latinoamérica, este se componía en dos señales: una proveniente de Buenos Aires denominada "Señal Sur", la cual cubría los países hispanohablantes de Sudamérica; y otra proveniente de Ciudad de México que se denominó la "Señal Norte", destinada para países de México, Centroamérica y El Caribe.
Más adelante, el canal lanzó una señal distinta dedicada para Colombia, Venezuela, Centroamérica y el Caribe denominada la "Señal Centro". Por ende, la señal de México se había vuelto única para ese país. Por otro lado, el 10 de enero de 2010, el canal lanza la "Señal Pacífico", dedicada para su disponibilidad en Chile, Perú, Ecuador y Bolivia, apartándola de la señal sur, la cual cubre a Argentina, Paraguay y Uruguay. Además, se lanza una señal timeshift para Perú y Ecuador, que emite la misma señal desde Chile con una o dos horas de retraso (dependiendo de la implementación del horario de verano en ese país).
El 5 de diciembre de 2012, se lanzó Disney Channel HD como señal independiente de las demás señales regionales, con programación distinta, aunque inicialmente en DirecTV, la cual estaba basada en la señal Atlántico Norte, con el horario de Colombia. Con el tiempo fue expandiéndose a más operadores de televisión por suscripción.
El 2 de agosto de 2016, el canal cambia su relación de aspecto a 16:9 en todas sus señales de definición estándar y empieza a emitir la mayoría de su programación en pantalla panorámica. Sin embargo, el logotipo en pantalla permaneció en 4:3 estirado. El 1 de octubre, Disney Channel HD cambia su programación al desprenderse de la señal Norte en todos los países de Latinoamérica, y en esta ahora se incluyen series de sus canales hermanos Disney XD y Disney Junior, siendo ahora un canal independiente de las demás señales estándar de Disney Channel. El 14 de diciembre, el logotipo en pantalla en las señales estándar del canal finalmente se adapta a la relación de aspecto 16:9 y se reubica a la esquina izquierda de la pantalla, similar a la posición que posee su variante en España.
En marzo de 2017, la señal Pacífico es dividida en dos, así creándose la señal Chile (que también emite para Bolivia) y la señal Perú (la cual también emite para Ecuador), ambas con programación distinta. En junio del mismo año, la señal Perú deja de emitirse de forma autónoma y empieza a retransmitir, mediante conexión en vivo, a la señal Sur (basada en Argentina) pero diferida por dos horas, así convirtiéndose en una señal espejo. La señal Chile, de la misma forma, deja de emitirse de forma autónoma después de 7 años de ser lanzada en enero de 2010 y empieza a reemitir el mismo contenido de la señal Sur en diferido por una hora. De esta manera, las señales de Disney XD y Disney Junior basadas en Chile empiezan a repetir, con retraso de una hora, el mismo contenido que sus contrapartes en Argentina.
El 14 de agosto de 2018, Disney Channel HD, hasta ese entonces única señal del canal en alta definición distribuida para toda Latinoamérica, cesa sus emisiones como canal independiente y pasa a retransmitir la programación de la señal Centro. Además, se lanzan variantes HD de las señales Norte, Sur y Sur +1 dependiendo del país y de la proveedora de televisión.
En abril de 2019, la señal +2 del canal que se emitía en Perú y Ecuador es eliminada y reemplazada por la señal +1. El 29 de julio del mismo año, Disney Channel estrenó un paquete de gráficas similar a la versión original de Estados Unidos.
El 30 de octubre de 2020, el canal hizo un cambio de gráficas y tipografías, desprendiéndose así de la versión original de Estados Unidos, este cambio implicó nuevos banners, split screen y un nuevo locutor. Ahora el logo en pantalla reduce aún más su tamaño y tiene una variante con fondo negro.
El 1 de mayo de 2021, la señal Sur +1 cesa sus transmisiones y es reemplazada por la señal Sur original en Chile, Bolivia, Perú y Ecuador sin retraso. Argentina continúa siendo la cabecera de la señal Sur y la programación sigue siendo emitida a base de su zona horaria, pero los horarios que se muestran en pantalla corresponden a los de Argentina y Chile.
El 3 de septiembre de 2022, Disney Channel optó por eliminar el horario de programación de las señales Centro y Norte para emplear solo la de la señal Sur. El canal ahora usa la misma programación para toda la región, pero de acuerdo a la diferencia horaria de cada país.
El 1 de febrero de 2025, la señal Centro se fusionó con la señal sur, dando paso a la señal Panregional, con base en Buenos Aires, mientras que, la señal Norte, con base en México, se mantiene.